# Bartlova bouda
Bartlova Bouda – czeski obiekt noclegowy (schronisko turystyczne), położony w Górach Izerskich na wys. 520 m n.p.m.

## Historia
Działka ewidencyjna, na której położony jest budynek, była już widoczna na mapach katastralnych z 1843 roku. W 1910 roku ówcześni właściciele - rodzina Neumannów - sprzedała już zabudowaną nieruchomość lekarzowi Rüfflerowi, który przeprowadził rozbudowę obiektu. Rüfflerowie wyjechali przed I wojną światową, a w 1926 roku właścicielem obiektu zostaje Anton Bartel. On to otwiera w budynku restaurację z kawiarnią oraz tarasem, a jego córka - Anna Neuwinger - w 1938 roku dobudowuje część południową z obszerną jadalnią oraz pokojami na poddaszu.
Po II wojnie światowej obiekt przeszedł w ręce związków zawodowych ROH (Revoluční Odborové Hnutí), które zarządzały nim do 1990 roku. Wówczas budynek nabyło małżeństwo Novotní z Frýdlantu, które prowadziło działalność gastronomiczną oraz noclegową do 2018 roku, kiedy sprzedano obiekt rodzinie Damašków.

## Warunki pobytu
Obiekt oferuje 20–25 miejsc noclegowych w pokojach 1, 2, 3 i 4 osobowych z własnymi łazienkami; część posiada aneksy kuchenne. Restauracja jest otwarta codziennie i dysponuje 104 miejscami. W lecie dodatkowych 30 miejsc jest tworzonych na tarasie.

## Szlaki turystyczne
- Nové Město pod Smrkem, węzeł szlaków U Spálené hospody - U červeného buku (węzeł szlaków, 694 m n.p.m.) - Hubertka - Bartlova bouda - Předěl (890 m n.p.m.) - Smědava
- Bílý Potok - Bartlova bouda - Paličník (944 m n.p.m.) - Pod Klínovým vrchem (węzeł szlaków, 944 m n.p.m.)